# Bullrun (programma)
Bullrun is een geheim project van de NSA, de afluisterdienst van de Verenigde Staten. Onder dit programma wordt op verschillende manieren versleutelde internetcommunicatie (die tot nu toe veilig werd geacht) ontcijferd. De Britse afluisterdienst GCHQ beschikt over een gelijkaardig project onder de naam Edgehill.

## Bekendmaking
Het bestaan van het programma werd in september 2013 bekendgemaakt door klokkenluider Edward Snowden, voormalig werknemer bij NSA. Dit volgde nadat sinds juni 2013 al een hele reeks andere programma's onthuld waren, waaronder PRISM en XKeyscore, die al jaren worden gebruikt om op grote schaal wereldwijde internetcommunicatie te doorzoeken en te analyseren.

## Achtergrond
Rond de jaren 1990 doken geleidelijk meer encryptie-technieken op die toelieten via het internet gevoelige gegevens te communiceren op een veilige manier, namelijk door de verzonden gegevens of berichten te versleutelen en dus onleesbaar te maken voor afluisteraars. In de jaren daarop investeerde de NSA miljarden in een geheime operatie om toch nog te kunnen afluisteren, door de keuzes van encryptiestandaarden politiek of heimelijk te beïnvloeden zodat deze bruikbare zwaktes en achterpoortjes zouden hebben.
Uiteraard is geen enkele versleuteling helemaal veilig, toch is het opmerkelijk dat de NSA een programma heeft kunnen ontwikkelen dat de huidige (sterke) internetbeveiliging (waarmee persoonlijke gegevens, gevoelige communicatie en bankgegevens verzonden worden) kan ontcijferen.

## Naamgeving
De naam "Bullrun" is een verwijzing naar de Eerste Slag bij Bull Run, de eerste grote veldslag in de Amerikaanse Burgeroorlog. Het Britse programma "Edgehill" verwijst op gelijkaardige wijze naar de Slag bij Edge Hill, de eerste grote slag in de Engelse Burgeroorlog.